# Eryngium lorentzii
Eryngium lorentzii är en flockblommig växtart som beskrevs av H.Wolff. Eryngium lorentzii ingår i släktet martornar, och familjen flockblommiga växter. Inga underarter finns listade i Catalogue of Life.